# La Muela (Jaén)

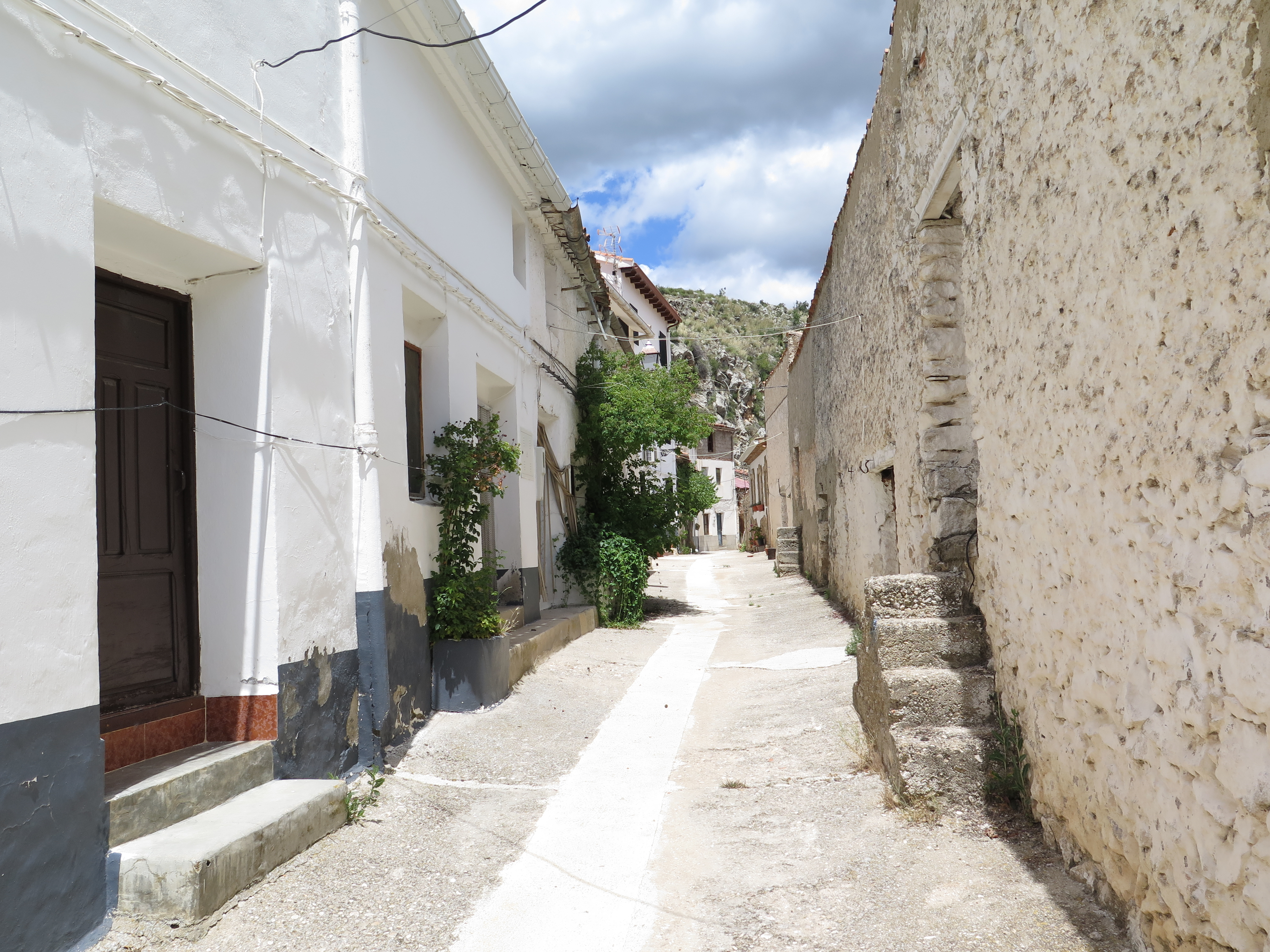
Callejuela en La Muela, Sierra de Segura.

La Muela es una aldea perteneciente al municipio de Santiago-Pontones, en la provincia de Jaén (Andalucía, España). Se encuentra a unos 22 km aprox. por carretera de Santiago de la Espada, y a unos 4 km al este de la aldea de Marchena, dentro del Parque natural de Cazorla, Segura y Las Villas. Cerca de la aldea discurre el arroyo Marchena, que pocos cientos de metros al Este afluye al río Zumeta. Cuenta con una población a 1 de enero de 2020 según el INE de 36 personas.

## Toponimia
El topónimo «muela», como también el muy extendido «molina» proviene del latín mola, significando cerro alto, lugar orográficamente elevado. Este topónimo se encuentra muy extendido por la península ibérica, como puede verse en los siguientes nombres de localidades españoles: La Muela, Muelas de los Caballeros, Muela, Molina de Aragón, etcétera. Al igual que el término «podium», del que se originaron los topónimos «poyo», como por ejemplo el topónimo de la también aldea de Santiago-Pontones Poyotello, proceden del Circo romano.

## Demografía
Evolución de la población
| Gráfica de evolución demográfica de La Muela entre 2000 y 2019     |
|                                                                    |
| Población de derecho (2000-2019) según el padrón municipal del INE |

## Economía
La actividad económica de la aldea y las cortijadas del entorno está basada principalmente en actividades relacionadas con el medio, como la ganadería (pastoreo de montaña y trashumante, principalmente de ganado ovino y caprino), la agricultura, la caza, la apicultura y producción de miel, y las tareas silvícolas y forestales.

## Cueva de los Caballeros
Junto a la aldea se ubica la Cueva de los Caballeros, ocupada en época medieval y durante una etapa prehistórica sin definir.